# لوموفيخو
لوموفيخو (بالإسبانية: Lomoviejo)‏ هي بلدية تقع في مقاطعة بلد الوليد قشتالة وليون بإسبانيا. وفقًا لتعداد عام 2004 (المعهد الوطني للإحصائيات)، يبلغ عدد سكان البلدية 240 نسمة.